# Weird Western Tales
Weird Western Tales è un fumetto western pubblicato dalla DC Comics da giugno/luglio 1972 fino ad agosto 1980. Forse è noto per aver presentato le avventure di Jonah Hex fino al n. 38 (1977) quando il personaggio fu promosso ad una sua serie omonima. A quel punto fu Scalphunter a prendere il posto di Hex e divenne il protagonista di Weird Western Tales.

## Storia editoriale
La serie esordì nel 1972 e venne edita per otto anni per un totale di 59 numeri. Cominciò con il n. 12, continuando la numerazione dal secondo volume di All-Star Western pubblicato inizialmente bimestralmente per poi divenire mensile nel novembre 1978 con il n. 49. La serie venne chiusa con il n. 70 ad agosto 1980.
Nel 2001 venne pubblicata una serie limitata di quattro numeri omonima ma senza alcuna relazione con le storie di quella precedente, comprendendo invece una serie di storie a tema western tradizionale.
Nel 2010 la serie originale venne ripresa pubblicando, utilizzando la numerazione originale, il n. 71, come spin-off collegato agli eventi presenti nel crossover La notte più profonda.